# 마스코트

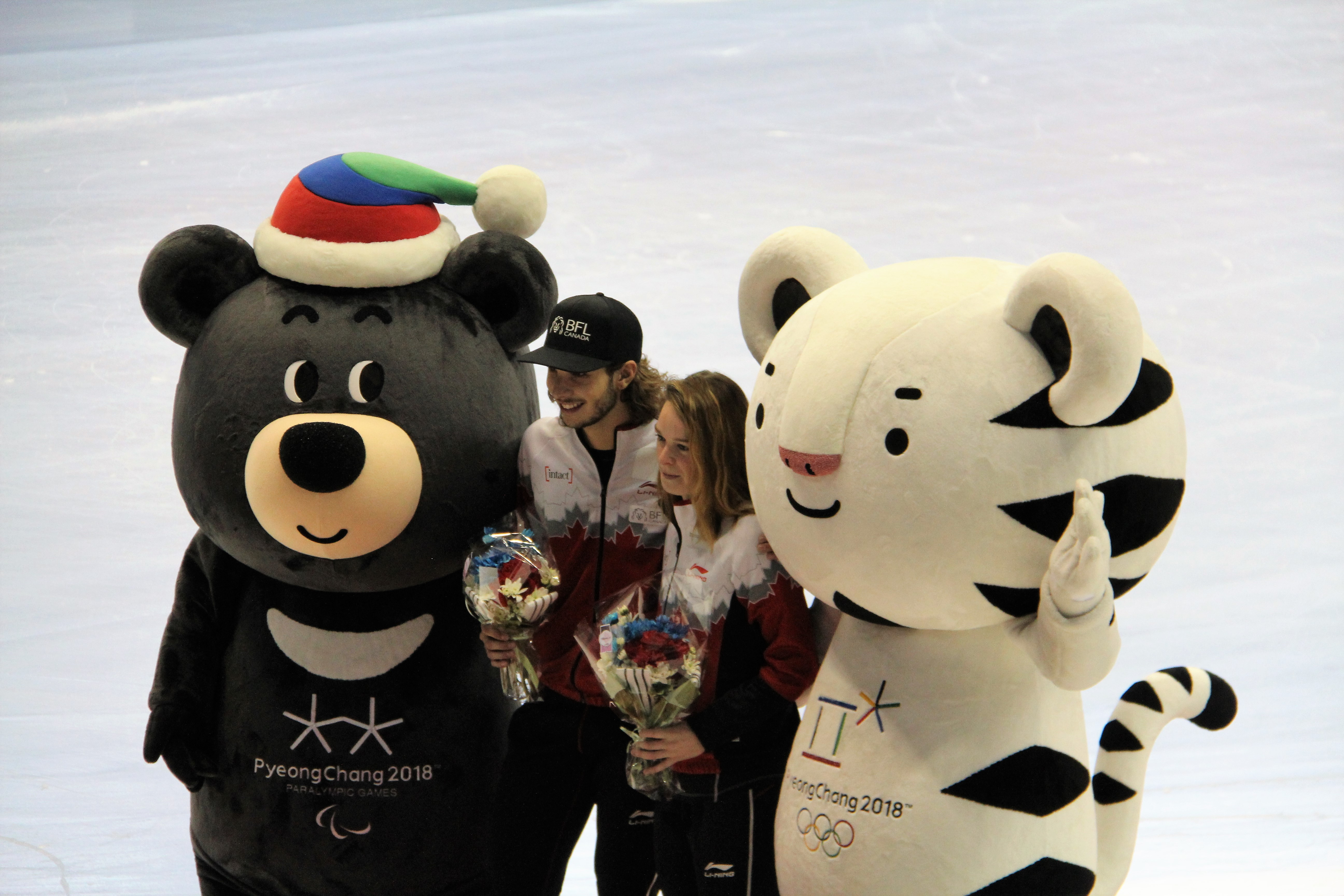
마스코트의 일종인 수호랑과 반다비

마스코트(mascot)는 행운을 가져온다고 믿는 물체, 사람, 동물을 가리키는 용어이다. 꼭 살아있는 사람과 동물만이 마스코트가 되는 것은 아니며, 식물과 무생물, 색상에 이르기까지 그 범위는 다양하다. 늘 가까이 두거나 고이 간직하는 작은 완구도 마스코트가 될 수 있다.
오늘날 마스코트는 어느 한 단체나 사회를 대표하기 위한 용도로 쓰이는 경우가 대부분이며, 여기에 해당되는 예로는 학교나 스포츠 팀, 대회, 지자체, 군대에 이르기까지 매우 다양하다. 꼭 현실의 단체가 아니더라도 상업 브랜드와 소비자 제품처럼 가상의 대상에 대해서도 활용되기도 한다. 그 예로는 시리얼 겉면에 새겨진 마스코트나 방송사의 마스코트를 들 수 있다. 이러한 마스코트는 일종의 문화 상품으로서의 가치를 지닌다.

## 역사
관중들에게 즐거움과 즐거움을 선사하기 위해 동물을 마스코트의 한 형태로 사용하는 것을 처음으로 생각한 것은 처음에 스포츠 조직이었다. 마스코트가 가상의 아이콘이나 정장을 입은 사람이 되기 전에는 게임에 다소 다른 느낌을 주고 경쟁 팀에 두려움을 주기 위해 동물이 주로 사용되었다.
시간이 지남에 따라 마스코트는 육식 동물에서 2차원 판타지 마스코트로, 마침내 오늘날 우리가 알고 있는 3차원 마스코트로 진화했다. 짐 헨슨(Jim Henson), 시드(Sid) 및 마티 크로프트(Marty Krofft)의 작품을 포함하여 20세기 중반 미국 인형극의 스타일적 변화는 곧 스포츠 마스코트에 적용되었다. 이를 통해 사람들은 시각적인 즐거움뿐만 아니라 마스코트와 물리적인 소통도 할 수 있게 되었다.
마케터들은 3차원 마스코트의 큰 잠재력을 재빨리 깨닫고 의상을 입은 인형 아이디어를 채택했다. 이러한 변화로 인해 다른 회사들이 자체 마스코트를 만들기 시작하게 되었고, 결과적으로 스포츠 산업뿐만 아니라 다른 조직에서도 마스코트가 필수품이 되었다.

## 같이 보기
- 마스코트 목록
- 유루캬라
- 애뮬럿
- 퍼슈트
- 국장 (문장)
- 탤리즈먼
- 토템
- 코스튬

## 사진

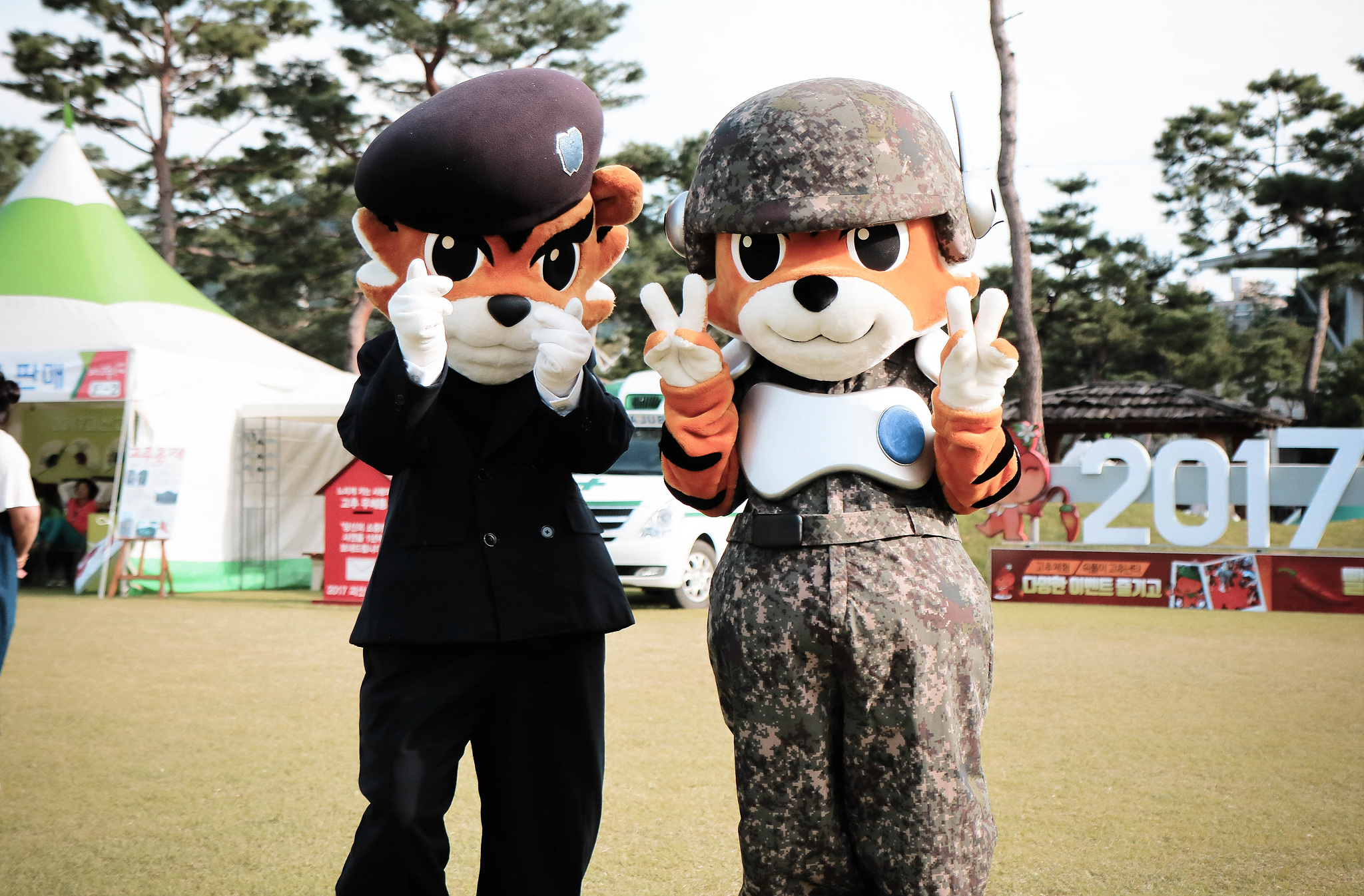
군대마스코트-호돌이(충청북도)

## 참조
1. ↑  mascot - Definitions from Dictionary.com